# 문삼진
문삼진(한국 한자: 文三鎭, 1973년 3월 3일 ~ )은 대한민국의 전 축구 선수이며, 포지션은 미드필더였다.